# An Assisted Proposal
An Assisted Proposal è un cortometraggio muto del 1913 diretto da Lorimer Johnston. Chester Withey, che appare tra gli attori, firma qui la sua prima sceneggiatura. Prodotto dalla American Film Manufacturing Company, il film aveva come interpreti Vivian Rich, Jack Richardson, Harry von Meter.

## Trama
Joe e Jim sono due amici, entrambi innamorati di Ellen. Quando la ragazza manda degli inviti per un ballo mascherato, Joe prega Jim di portare un biglietto di scuse ad Ellen, perché teme di far tardi a causa di alcuni affari da concludere proprio quella sera. Jim, temendo che l'amico riesca comunque a soffiargli la ragazza, non consegna il biglietto; anzi, prende il costume e la maschera di Joe e si presenta alla serata come fosse lui Joe. Ne approfitta per chiedere a Ellen se vuole sposarlo e lei, credendo che sia Joe, accetta.

Intanto Joe, che ha concluso il suo lavoro, torna a casa, non trova più il suo costume. Si affretta comunque al ballo, dove trova una Ellen particolarmente affettuosa con lui che lo mette anche in imbarazzo chiedendogli a voce alta "quando ci sposeremo?". Non sapendo che dire, si allontana, mentre Jim, che è andato a cercare un pastore, si sposa tranquillamente con Ellen. I cowboy adesso possono spiegare a Joe come siano andate le cose.

## Produzione
Il film fu prodotto dall'American Film Manufacturing Company

## Distribuzione
Distribuito dalla Mutual, il film - un cortometraggio in una bobina - uscì nelle sale cinematografiche degli Stati Uniti il 13 novembre 1913.